# 무지개가물치
무지개가물치(rainbow snakehead)는 인도 아삼주 브라마푸트라강 유역 원산의 가물치속 종이다. 학명은 칸나 블레헤리(Channa bleheri). 가장 다채로운 스네이크헤드 종 중 하나이다.
분포와 어원
야생에서 이 좋은  주로 인도 아삼 주 내의 해역에 서식하며, 아삼어에서는 센젤리 또는 첸겔리로 알려져 있다.이 물고기의 이항식 이름은 탐험가 하이코 블레허를 기리기 위한 것이다. 이 물고기의 특정 이름은 이 물고기를 수집하는 데 도움을 주고 비에르케에게 준 탐험가이자 이국적인 물고기 상인 하이코 블레허(Heiko Bleher)를 기리기 위한 것이다.
브라흐마푸트라강 강 유역에 서식하는 이 물고기는 아삼 북동부의 도시 디브루가르에 서식하고 있다. 가장 가까운 친척은 버마 북부에 서식하는 찬나 부르마니카로 보인다.
외관
이 종은 수족관에서 가장 좋아하는 스네이크헤드(snake head) 중 하나로, 그 흔한 이름에 영감을 주었다. 한 치에 도달한 어린 개체들은 노란색 몸을 가지고 있으며, 성체는 큰 주황색 또는 빨간색 반점을 가지고 있다. 이 물고기는 표준 길이가 17cm(6.7인치)까지 자라며 비공식적으로 난쟁이 스네이크헤드(dwarf snakehead)의 일부이다.
번식과 움직임
난쟁이 스네이크헤드 중에서 유일한 둥지를 만들어 번식하는 종류이며, 나머지는 모든 종은 구강육아(mouthbrooding)이다. 수컷보다 작은 암컷이 구애를 시작하는 것처럼 보이지만 수컷이 둥지를 선택하고 부모 모두 유충을 보호한다. 성체 수컷과 암컷은 성관계를 위해 수면 근처로 이동합니다. 이 물고기들은 벤토펠래직 동물로, 주로 수역 바닥 근처에 서식한다.
환경적 및 법적 문제
미국 연방 정부는 이 물고기가 미국 수역에 방류될 경우 환경에 해를 끼칠 수 있다는 점을 우려하고 있다. 이 포식성 물고기는 특히 플로리다, 텍사스, 하와이처럼 아삼(Assam)과 유사한 따뜻한 기후를 가진 남부 지역에서 토착 종들을 죽일 수 있다. 이에 따라, 미국에서는 이 물고기나 그 알을 소유, 수입 또는 판매하는 것이 불법이다. 켄터키와 조지아 등 여러 주에서 이 법을 위반한 사례가 보고된 바 있다.